# إيلي ستريلا
إيلي ستريلا (6 فبراير 1993 بغواياكيل في الإكوادور - ) هو لاعب كرة قدم إكوادوري في مركز الهجوم. لعب مع نادي إيميلك.

## وصلات خارجية
- إيلي ستريلا على موقع قاعدة بيانات كرة القدم.إي يو (الإنجليزية)
- إيلي ستريلا على موقع Soccerway.com (الإنجليزية)
- إيلي ستريلا على موقع AS.com (الإسبانية)